# 核内倍加
核内倍加（かくないばいか、英: endoreduplication, endoreplication, endocycling）は、有糸分裂を経ずにゲノムの複製が行われ、核内の遺伝子量の増加や多倍性が生じる現象である。核内倍加は、サイクリン依存性キナーゼ（CDK）の活性の変化のために有糸分裂が完全に回避された、細胞周期のバリエーションとして理解することもできる。核内倍加の例は節足動物、哺乳類、植物で特徴づけられており、さまざまな生物学的機能を果たす細胞種への分化と形態形成を担う、普遍的な発生機構であることが示唆される。核内倍加は動物では特定の細胞種に限定されている場合が多いのに対し、植物でははるかに広範囲でみられ、多倍性は植物組織の大部分でみられる。

## 自然界における例
モデル生物で多倍体化が起こる細胞種として広く研究が行われているものには次のようなものがある。
| 生物   | 細胞種                   | 生物学的機能           | 出典   |
| ------ | ------------------------ | ---------------------- | ------ |
| ハエ   | 幼生組織（唾液腺を含む） | 分泌、胚発生           | [ 6 ]  |
| ハエ   | 卵巣濾胞上皮、栄養細胞   | 栄養、卵母細胞の保護   | [ 7 ]  |
| 齧歯類 | 巨核球                   | 血小板形成             | [ 8 ]  |
| 齧歯類 | 肝細胞                   | 再生                   | [ 9 ]  |
| 齧歯類 | 栄養膜巨細胞             | 胎盤発生、胚への栄養   | [ 10 ] |
| 植物   | 毛状突起                 | 植食からの保護、恒常性 | [ 11 ] |
| 植物   | 葉の表皮細胞             | 葉のサイズ、構造       | [ 12 ] |
| 植物   | 胚乳                     | 胚への栄養             | [ 13 ] |
| 線虫   | 下皮                     | 分泌、体のサイズ       | [ 14 ] |
| 線虫   | 腸管                     | 不明                   | [ 15 ] |

## 核内倍加と核内分裂
核内倍加（endoreplication、endocyling）と核内分裂（endomitosis）は、どちらも調節された形で細胞の多倍体化が起こる過程であるが、ある程度異なる。核内倍加では、M期は完全にスキップされ、単核の多倍体細胞が生じる。核内分裂は、当初は核膜の解体が起こらずに複製された染色体の分離が起こる現象として定義されていたが、有糸分裂は開始されるが一部の過程が完結しないものへと定義が拡張されている。核内分裂では、有糸分裂がどの程度進行するかに依存して、単核または二核の多倍体細胞が生じる。

## 生物学的意義
核内倍加が起こる細胞種は多様性であり、この現象の機能的重要性を説明するためにさまざまな仮説が立てられている。一方で、それらを支持する実験的証拠は限られている。

### 細胞と生物のサイズ
細胞の多倍性は細胞のサイズと相関があることが多く、一部の例では、核内倍加の崩壊によって細胞や組織のサイズの低下が起こる。このことは、核内倍加が組織の成長のための機構として機能していることを示唆している。核内倍加は細胞骨格の再構成や新たな細胞膜の産生を必要とせず、すでに分化した細胞で起こることが多い。そのため、核内倍加は有糸分裂を行えない分化した細胞種において、細胞増殖に代わるエネルギー効率の良い代替的機構となっている可能性がある。多倍性と組織のサイズとの関係を示す証拠は広く存在しているが、逆の例もまた存在する。

### 細胞分化
発生中の植物組織において、有糸分裂から核内倍加への転換は細胞分化や形態形成と同時に起こることが多い。しかし、核内倍加と多倍性が細胞分化に寄与しているのか、それともその逆であるのかは未解明である。毛状突起前駆細胞で核内倍加の阻害を行うと、比較的正常な形態の多細胞の毛状突起が産生されるが、最終的には脱分化し葉の表皮へ吸収される。この結果からは、核内倍加と多倍性が細胞のアイデンティティの維持に必要である可能性が示唆される。

### 卵形成と胚発生
核内倍加は、卵母細胞と胚の保護と栄養を担う細胞で一般的にみられる。遺伝子のコピー数の増加によって、胚発生と初期発生時の代謝要求に見合うだけの大量のタンパク質生産が可能となっていることが示唆されている。ショウジョウバエの卵巣濾胞上皮細胞におけるMycがん遺伝子の変異は核内倍加の減少と卵形成不全を引き起こす。一方で、トウモロコシの胚乳における核内倍加の低下は、デンプンや貯蔵タンパク質の蓄積にはほとんど影響を与えない。このことは、発生中の胚の栄養要求は、多倍体ゲノムがコードするタンパク質ではなく、ゲノムを構成しているヌクレオチドが関係している可能性を示唆している。

### ゲノムの緩衝効果
他の仮説では、核内倍加によって重要な遺伝子のコピーが余分に生じるため、DNA損傷や変異に対する緩衝効果が生じるとされる。しかし、この考えは純粋に思索的なものであり、根拠は乏しい。例えば、酵母の多倍体株の分析からは、それらが二倍体株よりも放射線感受性が高いことが示唆されている。

### ストレス応答
植物の研究からは、核内倍加にストレス応答を調節する役割がある可能性が示唆されている。植物における核内倍加の抑制因子であるE2feの発現の操作した実験からは、乾燥ストレスが葉のサイズに与える負の影響は多倍性の増加によって低減されることが示された。植物は固着性であるため環境条件への適応能力が必要であることを考えると、植物で広範にみられる多倍体化が発生の可塑性に寄与しているという考えは魅力的である。

## 核内倍加の遺伝的制御
有糸分裂から核内倍加への転換の最もよく研究されている例はショウジョウバエの卵巣濾胞上皮細胞で起こるもので、Notchシグナリングによって活性化される。核内倍加への進行はM期とS期のサイクリン依存性キナーゼ（CDK）活性の調節を伴う。M期のCDK活性の阻害は、Cdh/fzrの転写活性化とG2/M期の調節因子であるstring/cdc25の抑制によって行われる。Cdh/fzrは後期促進複合体（APC）の活性化とその後のM期サイクリンのタンパク質分解を活性化する。String/cdc25はM期のサイクリン-CDK複合体活性を促進するホスファターゼである。S期のCDK活性のアップレギュレーションは阻害性のキナーゼであるdacapoの転写抑制によって行われる。こうした変化によって、有糸分裂への進行が回避され、G1期を通ってS期へ進行するようになる。哺乳類の巨核球での核内分裂の誘導は、トロンボポエチンによるトロンボポエチン受容体の活性化を伴い、ERK1/2シグナル伝達経路によって媒介される。ショウジョウバエの卵巣濾胞上皮細胞と同様、巨核球での核内分裂はS期のサイクリン-CDK複合体の活性化とM期のサイクリン-CDK活性の阻害によるものである。

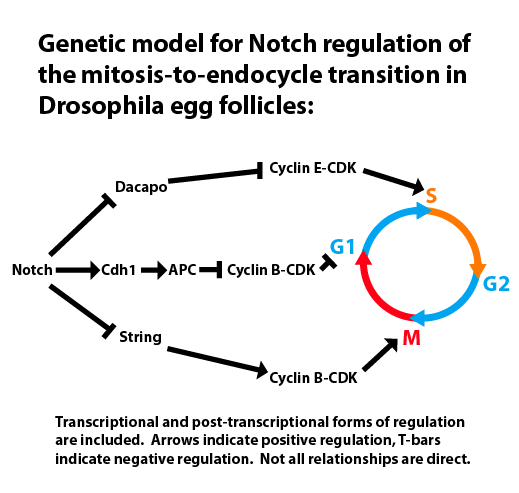
Notchによる核内倍加の調節

核内倍加時のS期への移行は（有糸分裂においても）、複製起点での複製前複合体（pre-RC）の形成と、その後のDNA複製装置のリクルートと活性化によって調節される。核内倍加の場合、これらのイベントはサイクリンE-CDK2の活性の振動によって促進される。サイクリンE-CDK2活性は複製装置のリクルートと活性化を駆動するとともにpre-RCの形成を阻害し、複製が細胞周期1サイクルにつき1度だけ行われるよう、おそらく保証している。複製起点でのpre-RCの形成の制御の維持が失われると、再複製と呼ばれる現象が起こる。これはがん細胞で一般的にみられる。サイクリンE-CDK2がpre-RCの形成を阻害する機構は、APC-Cdh1を介したタンパク質分解のダウンレギュレーションと、pre-RCの構成要素Cdt1の隔離を担うタンパク質ジェミニンの蓄積によるものである。
サイクリンE-CDK2活性の振動は、転写と転写後の機構によって調節される。サイクリンEの発現はE2F転写因子によって活性化され、核内倍加に必要であることが示されている。近年の研究からは、E2FとサイクリンEのタンパク質レベルの振動は、Cul4依存的なE2Fのユビキチン化とダウンレギュレーションが関与するネガティブフィードバックループによるものであることが示唆されている。サイクリンE-CDK2活性の転写後での制御には、Ago/Fbw7を介したサイクリンEのタンパク質分解や、Dacapo、p57などの因子による直接的な阻害も関与している。

## 核内倍加と発がん
多倍性と異数性は、がん細胞でよく見られる現象である。発がんと核内倍加は共通した細胞周期制御機構の破壊を伴うと考えられ、核内倍加の完全な理解はがんの生物学に重要な洞察をもたらす可能性がある。

## 単性の脊椎動物における減数分裂前の核内倍加
トラフサンショウウオ属Ambystomaなどの単性のサンショウウオは既知の単性の脊椎動物系統として最古のものであり、約500万年前に生じた。これらの多倍体の単性のメスでは、減数分裂前に核内倍加によるゲノムの複製が行われ、染色体の本数が2倍になる。その結果、2度の減数分裂によって生じた成熟卵は、成体のメスのサンショウウオの体細胞と同倍体となる。これらの単性のメスでは、減数第一分裂前期の染色体対合と組換えは、通常は同一な姉妹染色体間で行われ、時おり相同染色体間で行われるものと考えられる。そのため遺伝的多様性は生じたとしてもわずかしかであり、相同染色体間での組換えは全く起こらないことはないものの稀である。